# Nasobůrky
Nasobůrky – wieś, część miasta Litovel, położona w kraju ołomunieckim, w powiecie Ołomuniec, w Czechach.